# Michael Hollingsworth
Michael F. Hollingsworth (nascido em 16 de outubro de 1943) é um ex-ciclista australiano. Ele representou a Austrália nos Jogos Olímpicos de Verão de 1964, terminando na décima quarta posição na prova de estrada individual.